# Seven (álbum de Poco)
Seven es el sexto álbum de estudio (séptimo en general) dela banda estadounidense de country rock Poco. Fue publicado en abril de 1974 a través del sello Epic Records.

## Recepción de la crítica
Un escritor no especificado de Record World le otorgó el certificado de “Hit of the Week”, e indicó que “el sonido de Poco sigue siendo fuerte”. Un escritor no especificado de Cash Box describió Seven como “un esfuerzo excelente”, y añadió: “Emoción pura es una manera tan buena como cualquier otra de describir el séptimo álbum de Poco... Paul Cotton, George Grantham, Tim Schmit y Rusty Young se han distinguido una y otra vez con un country rock superlativo y una vez que hayas escuchado «Rocky Mountain Breakdown», sentirás que sus corazones todavía están en el country”. Un escritor no especificado de Billboard escribió: “El nuevo material, que debería tener un gran atractivo para los aficionados a Poco, fluye bien, combinando nitidez musical y las voces relajadas de Paul Cotton, George Grantham y Tim Schmit”.

## Lista de canciones
Todas las canciones escritas y compuestas por Paul Cotton, excepto donde esta anotado. 
| Lado uno |                            |                                 |          |  |
| N.º      | Título                     | Escritor(es)                    | Duración |  |
| 1.       | «Drivin' Wheel»            |                                 | 6:09     |  |
| 2.       | «Rocky Mountain Breakdown» | Rusty Young                     | 2:15     |  |
| 3.       | «Just Call My Name»        | Timothy B. Schmit Noreen Schmit | 5:10     |  |
| 4.       | «Skatin'»                  | T. B. Schmit                    | 4:40     |  |

| Lado dos |                                    |              |          |  |
| N.º      | Título                             | Escritor(es) | Duración |  |
| 1.       | «Faith in the Families»            |              | 3:41     |  |
| 2.       | «Krikkit's Song (Passing Through)» | T. B. Schmit | 3:31     |  |
| 3.       | «Angel»                            |              | 4:53     |  |
| 4.       | «You've Got Your Reasons»          |              | 5:10     |  |

## Créditos y personal
Créditos adaptados desde las notas de álbum de Seven.
Poco
- Paul Cotton – voces, guitarra líder, guitarra acústica
- George Grantham – voces batería, percusión
- Timothy B. Schmit – voces, bajo eléctrico, percusión
- Rusty Young – banjo, dobro, steel guitar, guitarra rítmica, acústica y eléctrica

Músicos adicionales
- Alan MacMillan – arreglos en «Krikkit's Song (Passing Through)» y «You've Got Your Reasons»
- Burton Cummings – teclados
- Bobbye Hall – conga
- Al Garth – violín tradicional en «Rocky Mountain Breakdown»
- Jim Messina – mandolina en «Rocky Mountain Breakdown»

Personal técnico
- Jack Richardson – productor
- Brian Christian – ingeniero de audio
- Dennis Smith – técnico de estudio
- Doug Sax – masterización
- Philip Hartman – diseño de portada
- Barry Feinstein – fotografía

## Posicionamiento
| Gráfica (1974)                             | Pico de posición |
| ------------------------------------------ | ---------------- |
| Canadá (RPM Top Albums)                    | 61               |
| Estados Unidos (Billboard Top LP's & Tape) | 68               |